# 科尼科瓦亞河
科尼科瓦亞河是俄羅斯的高原，由薩哈共和國負責管轄，河道全長141公里，流域面積約1,070平方公里，河水主要來自融雪和雨水，最終注入東西伯利亞海。